# Sajeret
Sajeret (hebrejsko סיירת; slovensko izvidnik) je ime večine izraelskih specialnih sil. Čeprav ime označuje, da so te enote le izvidniške enote, so vse sajeret enote izurjene za specialno, nekonvencionalno bojevanje. Delijo se po specializaciji.

## Sajeret enote
- Sajeret Canhanim
- Sajeret Egoz
- Sajeret Golani
- Sajeret Haruv
- Sajeret Matkal
- Sajeret Orev
- Sajeret Šaked
- Sajeret Šaldag